# Систијана-Визољано
Систијана-Визољано је насеље у Италији у округу Трст, региону Фурланија-Јулијска крајина.
Према процени из 2011. у насељу је живело 2996 становника. Насеље се налази на надморској висини од 76 м.